# Federación Internacional de Periodistas
La Federación Internacional de Periodistas (FIP) es una confederación de sindicatos y asociaciones de periodistas, la mayor del mundo. La FIP tiene por objeto la defensa y fortalecimiento de la libertad de prensa. También promueve acciones en defensa de la solidaridad, la justicia social, los derechos laborales, la globalización, la democracia, los derechos humanos y contra la pobreza y la corrupción.
Fundada en París en 1926, recibió un nuevo impulso en 1946 y adquirió su forma actual en 1952. Hoy representa a unos 600.000 periodistas de más de un centenar de países. Tiene su sede principal en Bruselas, Bélgica.
La FIP proclama que “no suscribe ninguna opinión política” pero también afirma ser “la organización que representa a los periodistas dentro del movimiento sindical”
La afiliación como miembro pleno está reservada únicamente a los sindicatos de periodistas. Otras organizaciones nacionales de periodistas que actúen en defensa de la libertad de prensa pueden ser admitidas como miembros asociados LA FIP cuenta con oficinas regionales en África, América Latina, Asia Pacífico, Europa, Oriente Medio y Norte de África. En Europa, la Federación Europea de Periodistas incluye el Grupo de Expertos sobre los Derechos Laborales (LAREG en sus siglas en inglés) y el Grupo de expertos en Derechos de Autor (AREG en sus siglas en inglés).
Es miembro fundador del Intercambio Internacional por la Libertad de Expresión, (IFEX, en sus siglas en inglés), una red de organizaciones no gubernamentales que vigila y promueve la libertad de expresión y la libertad de prensa en todo el mundo, denuncia las violaciones y defiende a periodistas, escritores, usuarios de Internet y cualquier otro perseguido en el ejercicio de su derecho a la libertad de expresión.
Es también miembro de Tunisia Monitoring Group, una coalición de 16 organizaciones en defensa de la libertad de expresión que ejerce de grupo de presión del gobierno de Túnez para mejorar el respeto de los derechos humanos.